# Dilar duelli
Dilar duelli là một loài côn trùng trong họ Dilaridae thuộc bộ Neuroptera. Loài này được U. Aspöck & H. Aspöck miêu tả năm 1995.